# Cratere Sadī
Sadī  è un cratere sulla superficie di Mercurio.